# آفا يو
آفا يو (بالصينية: 羽翹) هي ممثلة صينية، ولدت في 5 أغسطس 1985 في هونغ كونغ في الصين.

## وصلات خارجية
- آفا يو على موقع IMDb (الإنجليزية)